# Sebastian Lander
Sebastian Lander (Køge, 11 maart 1991) is een Deens voormalig wegwielrenner die ook als baanrenner actief was. In 2012 won hij als 21-jarige in Hammel de nationale titel op de weg bij de eliterenners, nadat hij zich eerder datzelfde jaar de beste had getoond bij de beloften. Tussen 2013 en 2014 stond hij onder contract bij BMC.

## Overwinningen
2008
Eindklassement GP Général Patton, Junioren
2012
4e etappe Coupe des nations Ville Saguenay
 Deens kampioen ploegentijdrijden, Elite
 Deens kampioen op de weg, Beloften
 Deens kampioen op de weg, Elite
2014
Sprintklassement Ronde van Groot-Brittannië

## Resultaten in voornaamste wedstrijden
| Jaar | Ronde van Italië | Ronde van Frankrijk | Ronde van Spanje |
| ---- | ---------------- | ------------------- | ---------------- |
| 2013 |                  |                     | opgave           |
| 2014 |                  |                     |                  |

| Jaar | Gent-Wevelgem | Parijs-Tours |
| ---- | ------------- | ------------ |
| 2013 |               | 164e         |
| 2014 | 144e          | 53e          |

## Ploegen
- 2010 –  Team Concordia Forsikring-Himmerland
- 2011 –  Team Concordia Forsikring-Himmerland
- 2012 –  Glud & Marstrand-LRØ
- 2013 –  BMC Racing Team
- 2014 –  BMC Racing Team
- 2015 –  Trefor-Blue Water
- 2016 –  ONE Pro Cycling
- 2017 –  GM Europa Ovini
- 2018 –  Riwal Platform Cycling Team

Ballan · 
Blythe · 
Bookwalter · 
Burghardt · 
Cummings · 
Eijssen · 
Evans · 
Frank · 
Gilbert  · 
Hushovd · 
Kohler · 
Lander · 
Lodewyck · 
Moinard · 
Morabito · 
Nerz · 
Oss · 
Phinney · 
Pinotti · 
Quinziato · 
Santaromita · 
Schär · 
Van Avermaet · 
Van Garderen · 
Warbasse · 
Wyss · 
Dillier (stagiair) · 
Novák (stagiair) · 
Taramarcaz (stagiair) 
Atapuma · Bookwalter · Burghardt · Cummings · Dennis · Dillier · Eijssen · Evans · Gilbert · Hermans · Hushovd · Kohler · Lander · Lodewyck · Moinard · Morabito · Nerz · Oss · Phinney · Quinziato · Sánchez · Schär · Stetina · Van Avermaet · Van Garderen · Velits · Warbasse · Wyss · Zabel · Davison (stagiair) · Teuns (stagiair) · Vliegen (stagiair) 
A.K. Andersen · S.K. Andersen · Clausen · Foder Holm · Gregaard · Hardahl · Hyldgaard · Lander · Olsson · Pedersen · Rahbek · Rasmussen · Riis · Vinjebo
Barker · Baylis · Białobłocki · Domagalski · Ebsen · Goss · Handley · Harper · House · Hunt · Lander · McCormick · Mortensen · O'Shea · Opie · Oram · Smith · Von Hoff · P.Williams · S.Williams
Clausen · Djurhuus · Gregaard · Haslund · Jørgensen · Kron · Lander · Mørch · Mørkøv · Mortensen · Norsgaard · Siggaard · Sørensen · Stokbro · Vinther